# Диетотерапия
Диетотерапия (греч. δίαιτα — образ жизни, режим питания + греч. θεραπεία— терапия, лечение, оздоровление, лекарство), лечебный метод, заключающийся в терапии различных заболеваний специальной диетой; то же, что и лечебное питание.
Диетотерапия это использование питания для лечения различных заболеваний. В основу диетотерапии положена теория сбалансированного питания. Влияние лечебного питания определяется качественным и количественным составом пищи (белки, жиры, углеводы, витамины, минеральные вещества, микроэлементы и др.), её калорийностью, физическими свойствами (объём, температура, консистенция), режимом питания (часы приёма, распределение пищи в течение дня, частота приёмов), лечебным действием отдельных продуктов .
Лечебное питание назначается в виде специальных диет (лечебных рационов) с учётом патогенеза заболевания, особенностей течения основного и сопутствующего заболеваний у больного. Диетотерапия строго согласуется с общим планом лечения. Иногда диетотерапия является основным методом лечения, иногда служит обязательным лечебным фоном, на котором применяется вся другая, в том числе и специфическая, терапия. В некоторых случаях по индивидуальным показаниям, помимо основной диеты, применяют суточные режимы — «контрастные дни» — молочные, творожные, яблочные, арбузные, картофельные и т. п. Назначаются также т. н. специальные дни — калиевая, магниевая и др. диеты.
Значение рационального питания возрастает при заболеваниях, сопровождающихся повышенной тратой организмом белков, жиров, углеводов, витаминов, минеральных солей и развитием в тяжёлых случаях общей дистрофии.

## Диетотерапия при заболеваниях системы пищеварения
При заболеваниях системы пищеварения, когда нарушенное, разбалансированное, нерегулярное питание является одним из главных причинных факторов, лечебное питание — основной метод лечебного воздействия. При язвенной болезни или хроническом гастрите диета с ограничением в рационе химических и механических раздражителей и обогащённая пищевыми веществами, благоприятно влияющими на секреторную, моторную и эвакуаторную функции желудка, способствует восстановлению нарушенных функций желудка и 12-перстной кишки.
Диета при хронических заболеваниях кишечника — основной метод лечения. Она состоит из физиологической нормы белков, жиров и углеводов, ограниченного количества (до 8 г) поваренной соли; включает ограничение механических и химических раздражителей рецепторного аппарата слизистой оболочки желудочно-кишечного тракта с исключением продуктов, усиливающих процессы брожения и гниения в кишечнике, а также сильных стимуляторов желчеотделения, секреции желудка, поджелудочной железы и раздражающих печень.

## Диетотерапия при гепатите и хронических заболеваниях печени
Диетотерапия является постоянно действующим и безопасным методом лечения болезней печени. Подбирая определённый состав рациона в зависимости от потребностей пациента и особенностей заболевания, и назначая продукты, имеющие высокое биологическое и лечебное действие, можно достичь стабилизации процесса, предупредить прогресс заболевания у значительной части больных такими заболеваниями, как стеатоз печени, стеатогепатит, токсичный, вирусный гепатит, в начальных стадиях цирроза печени.
При хронических заболеваниях печени диетические рационы обогащают белками, содержащими липотропные вещества (творог, соя, овсяная крупа и др.), и растительным маслом. При некоторых формах гепатитов (хронические гепатиты с желчезастойным синдромом и хроническим холециститом) увеличивают содержание жира в диете (до 140 г) за счёт доли растительного масла (50 % от общего содержания жира в рационе), при других формах (острый гепатит, желчнокаменная болезнь, холецистит, цирроз печени) показано ограничение жира (до 70 г).

## Диетотерапия при атеросклерозе
При атеросклерозе ограничивают содержание животного жира, холестеринсодержащих веществ, простых углеводов (глюкоза, фруктоза), поваренной соли, витамина D и экстрактивных веществ при обилии липотропных факторов (творог, овсяная крупа, соя и др.), витаминов С, В1, B6, Р, РР, клеточных оболочек (фрукты, овощи), ситостеринов, фосфатидов (растительные масла), продуктов моря. Такая диета нормализует липидный обмен, состояние сосудистой стенки, свёртывающую и противосвёртывающую системы крови, функции аппарата кровообращения и др. систем.

## Диетотерапия при сердечно-сосудистой патологии
При лечении больных гипертонической болезнью и хронической сердечно-сосудистой недостаточностью применяют диету, содержащую в продуктах не более 2-3 г поваренной соли, обогащенную солями калия, магния и витаминами, имеющую в своём составе физиологическую норму белков, жиров и углеводов. На фоне этого рациона периодически на короткое время назначают магниевую диету, рассчитанную на депрессорное действие солей магния.
Также заслуживает внимания растительная диета, предложенная Колдуэллом Эссельстином, добившегося существенного улучшения состояния многих больных коронарной недостаточностью.

## Диетотерапия при болезнях почек
Для лечения больных диффузным гломерулонефритом в остром периоде болезни иногда назначают лечебное голодание или короткий курс безнатриевого питания. В последующем — гипонатриевая диета с содержанием белка в пределах 30 г. При хроническом нефрите, особенно в фазе хронической почечной недостаточности и азотемии, назначают малобелковые диеты, содержащие 20 и 40 г белка. Для приготовления блюд используют новые безбелковые продукты (безбелковый маисовый крахмал, саго из белкового крахмала, амилопектиновый набухающий крахмал). Поваренная соль в этих рационах содержится только в продуктах.

## Диетотерапия при аллергии
При различных воспалительных процессах, протекающих с аллергическими реакциями, предложены различные десенсибилизирующие диеты. При ревматизме диета содержит ограниченное до 250—300 г количество углеводов, до 4-5 г поваренной соли и физиологическую норму белка и жира. В случае пищевой аллергии из рациона исключают вещества, оказывающие аллергический эффект.

## Диетотерапия при сахарном диабете
Диетотерапия — один из важнейших методов лечения лиц с сахарным диабетом, наиболее важный компонент в достижении стойкой компенсации углеводного обмена, а в доинсулиновую эру — единственный способ несколько продлить жизнь больному ИЗСД.
В качестве заменителей сахара при заболевании сахарным диабетом используются сладкие белки (группа природных растительных белков, обладающих сладким вкусом). Они обладают низкой калорийностью (что способствует профилактике избыточного веса) и не влияют на секрецию инсулина.

## Диетотерапия при острых инфекционных заболеваниях
При острых инфекционных заболеваниях (грипп, пневмония, скарлатина) для сохранения водно-солевого баланса и энергетического равновесия назначают калорийную пищу (молочные продукты, легко всасываемые углеводы и т. п.), обильное питьё и витамины (особенно С, Р, PP и А). При высокой и продолжительной лихорадке суточное количество белка в диете уменьшают до 60-70 г. При хронических инфекциях, гиповитаминозах, хронических интоксикациях долю белка в рационе увеличивают (1,5-2 г на кг массы тела).

## Диетотерапия при онкологических заболеваниях
Одним из подходов лечения злокачественных новообразований является диетотерапия Института Герзона (Gerson Institute). Макс Герзон полагал, что истинной причиной рака является общее отравление организма, снижение активности работы печени и иммунной системы. Поэтому была предложена соответствующая методика лечения: необходимо нормализовать функции организма и позволить ему вылечить самого себя.
В 1990 г. в Австрии изучалось влияние диеты, аналогичной методу Герзона, на течение онкологических заболеваний. Пациенты получали стандартное лечение наряду со специальной диетой. Исследователи сообщили, что изученная ими диета, по-видимому, способствует тому, что онкобольные живут дольше, чем обычно, и при этом наблюдается меньше побочных эффектов, и рекомендовали дальнейшие клинические испытания диет института Герзона.
Однако в целом эффективность метода Герзона не доказана. American Cancer Society и National Cancer Institute не рекомендуют применение метода Герзона при лечении онкологических заболеваний, по крайней мере, в отрыве от основного лечения. Также этот метод может быть потенциально опасен, особенно для беременных или кормящих грудью женщин.

## Диетотерапия при варикозной болезни
Диетотерапия должна быть неотъемлемой частью процесса лечения варикозного расширения вен. Диетотерапия (рацион) при варикозе зависит от физиологической потребности организма в пищевых веществах, энергии, и степени функциональных расстройств в том числе нарушений метаболических процессов. То есть, зависит от стадии заболевания, обширности патологического процесса и наличия осложнений.